# Арочное укрытие
А́рочное укры́тие (арочное отсыпное сооружение) — стационарное железобетонное укрытие (сокращённо  ЖБУ) предназначено для защиты авиационной техники на местах стоянки от поражающего воздействия средств поражения противника, а также от воздействия атмосферных/погодных условий.  ЖБУ использовались для размещения, технического обслуживания, снаряжения, заправки и запуска двигателей самолётов фронтовой авиации (ФА) типа МиГ-21, МиГ-23, МиГ-27, Су-17, Су-24 и других — схожих размеров, а также любой другой крупногабаритной техники.
Для более крупных летательных аппаратов — дальних и стратегических бомбардировщиков и ракетоносцев, самолётов военно-транспортной авиации и тому подобных боевых машин арочные укрытия, как правило, не строят ввиду их огромных размеров и соответствующей стоимости. Иногда данные сооружения некоторые называют «ангарами» и «капонирами», что является ошибкой.

## Краткая история защитных сооружений на аэродромах в РИ, СССР и РФ
История появления защитных сооружений для самолётов появилась на заре зарождения авиации. Поводом к постройке таких сооружений стало понимание того, что самолёт — это технически очень сложное, дорогостоящее и нежное изделие.
Так, например, уже в 1911 году в Российской Империи, на Коломяжском ипподроме было построено первое защитное сооружение для группового хранения аэропланов — деревянный сарай с подкосно-ригельной несущей конструкцией и наклонной крышей. Данное укрытие позволяло закатить «под крышу» четыре собранных аэроплана.
В 1913 году в России, в Качинской авиашколе, был построен и торжественно сдан первый капитальный ангар для самолётов, который использовался как для технических работ, так и для сборки аэропланов.
В первой половине 20-го века абсолютное большинство аэродромов в стране были полевые, на которых капитальные строения не строились никогда в принципе. Только несколько аэродромов были стационарные с капитальными строениями. На них возводились каркасные ангары для группового хранения и ремонта самолётов (например, ангар треста «Стальмост» с пролётом 64 метра). На полевых аэродромах достаточно широко практиковалась постройка быстровозводимых деревянных сараев одиночного размещения, дающих хоть какое укрытие от воздействия погодных факторов на самолёт.
Однако начавшаяся череда войн и конфликтов в 1933-1936 гг в Европе и Азии показала, что групповое хранение самолётов в ангарах грозит быстрым, в течение нескольких дней, уничтожением авиации противником. Поэтому строительство больших ангаров на аэродромах СССР было прекращено и начата проработка концепции защиты авиатехники от поражающих факторов. Так, уже к 1941 году в РККА действовали инструкции по рассредоточению как подразделений одной авиационной части по аэродромам аэродромного узла, так и рассредоточение самолётов по аэродрому в пределах лётного поля. При невозможности рассредоточить самолёты на достаточное расстояние друг от друга, были разработаны типовые правила постройки защитных сооружений отрытого типа — земляных обвалований (в просторечии названных капонирами). Для мест ремонта самолётов самое широкое распространение получили дерево-земляные укрытия открытого типа, сооружаемые из подручных материалов. Уже во второй половине ВОВ на отечественных аэродромах массово строились земляные обвалования вокруг стоянок, складов, технических сооружений, а сами сооружения были подземного или полуподземного (заглубленного) типа.
После ВМВ войны и вплоть до массового перевооружения на реактивную технику система постройки аэродромных сооружений почти не менялась. Только с поступлением реактивных самолётов началось широкое строительство стационарных аэродромов с бетонным покрытием, при этом на таком аэродроме и вблизи его возводилось до 200 капитальных зданий и сооружений. Все здания и строения служебно-технической застройки аэродрома в той или иной мере рассчитываются на защиту от поражения при нанесении удара противником. 
С появлением ядерного оружия постройка крытых защитных сооружений, способных выдержать ядерный удар, стала нецелесообразной, так как выходила дороже стоимости самого самолёта. Поэтому вплоть до 60-х годов 20-го века на аэродромах продолжали строить открытые стоянки с защитным обвалованием или без такового. Бетонные арочные укрытия возводили только для ремонтных структур — это так называемые производственные помещения ТЭЧ, причём для крупных летательных аппаратов такие ангары почти не строили, опять же из-за их высокой стоимости.
Взгляды на концепцию ведения войн у руководства СССР поменялись под влиянием череды локальных конфликтов, произошедших во второй половине 20-го века. Так, например, в ходе войны на ближнем востоке 1967 года (см отдельную статью: Шестидневная война) израильская авиация за несколько часов выбила на аэродромах все ВВС арабской коалиции, в результате чего арабы остались без воздушной поддержки. Расставленные в линейку на групповых стоянках самолёты уничтожались практически за один заход напалмовыми и кассетными боеприпасами. Поэтому в конце 60-х годов в СССР были разработаны типовые арочные укрытия для самолётов фронтовой авиации и нормы на их расположение (т.н. «веерное» размещение 4-5 ЖБУ с угловым выездом на рулёжную дорожку).
Строительство ЖБУ, в первую очередь, началось на аэродромах вокруг Москвы и Ленинграда. Во вторую очередь, уже с учётом замеченных ошибок и устранением недоработок, арочные укрытия были возведены на аэродромах Прибалтийского военного округа и Групп войск в Восточной Европе. В дальнейшем ЖБУ возводились на всех новых или реконструируемых аэродромах ФА на территории Союза ССР. 

## Устройство
Стандартное арочное укрытие представляет собой укрытие, сооружённое из полуарок с рёбрами толщиной стенок 60 см, обсыпанное снаружи землёй и покрытое дёрном, что одновременно является и неплохой маскировкой. Размеры основного помещения, в котором располагается боевой самолёт, в плане 12,9 × 28 метров (бывают отдельные арочные укрытия, построенные и короче и длиннее).
Спереди арка перекрывается передней торцевой стеной из железобетонных блоков с металлическими воротами, которые могут быть двух типов:
- откатные;
- распашные.

Откатные ворота были поставлены на арочных укрытиях первой очереди постройки. Состоят из двух створок, раздвигающихся электролебёдкой посредством применения тросовых вставок. Створки движутся на роликах по рельсам, вмонтированным в плиты искусственного покрытия. Довольно быстро проявились недостатки откатных ворот: проявление перекоса створок; протирание тросовых вставок; подверженность электролебёдок, расположенных снаружи, воздействиям внешней среды; проникание осадков в щели между створками и торцевыми стенами. В дальнейшем, с конца 1980-х годов, на большинстве аэродромов откатные ворота арочных укрытий насовсем были оставлены в открытом виде — с раздвинутыми створками.
Распашные ворота стали применяться с постройки арочных укрытий на аэродромах Прибалтики. Здесь створки прикреплены на шарниры по бокам арки. Ролики расположены перпендикулярно стенкам створок, катятся по проложенной металлической полосе (рельсу), изогнутой по дуге открывания. Здесь нет тросов, быстро перетирающихся; а лебёдки расположены — не одна снаружи — а две изнутри укрытия — на каждой створке — своя. Ворота здесь накрыты козырьком, предотвращающим проникновение осадков во внутренние помещения.
Сзади арка перекрыта торцевой стеной меньших размеров (она, как правило, полностью покрыта обсыпкой, но существуют и исключения) с отверстием 3×3 м газохода.
 Газоход (газоходный канал) — «тоннель» с отдельными воротами, предназначен для отвода газов из сопел самолёта в случае запуска его двигателей в арочном укрытии.
С боков и сзади — между торцевой стеной и газоходным каналом, поворачивающим на 90°, к арке пристроены ниши вспомогательного назначения со входами снаружи.
На некоторых аэродромах (в частности, Прибалтийского военного округа, доставшиеся теперь государствам NATO) в боковых нишах возле ворот были поставлены топливные колонки систем централизованной заправки самолётов (ЦЗС) — для заправки самолёта непосредственно в укрытии без привлечения автомобиля-топливозаправщика.
На отдельных арочных укрытиях сверху могут быть установлены лёгкие сооружения, используемые на разных аэродромах по-разному: домик дежурного по эскадрилье, дежурного по зоне рассредоточения; вышка или «грибок» для часового и т.п.
Спереди к воротам арочного укрытия примыкает выводная рулёжная дорожка. Сзади, на некоторых аэродромах (но далеко не всегда) — дорожка к воротам газохода.